# Hanna Brzezińska
Hanna Brzezińska es una deportista polaca que compitió en tiro con arco, en la modalidad de arco recurvo. Ganó una medalla de bronce en el Campeonato Mundial de Tiro con Arco al Aire Libre de 1969 y una medalla de plata en el Campeonato Europeo de Tiro con Arco al Aire Libre de 1970.

## Palmarés internacional
| Campeonato Mundial al Aire Libre | Campeonato Mundial al Aire Libre | Campeonato Mundial al Aire Libre | Campeonato Mundial al Aire Libre |
| Año                              | Lugar                            | Medalla                          | Prueba                           |
| -------------------------------- | -------------------------------- | -------------------------------- | -------------------------------- |
| 1969                             | Valley Forge (Estados Unidos)    | Medalla de bronce                | Equipo                           |
| Campeonato Europeo al Aire Libre |                                  |                                  |                                  |
| Año                              | Lugar                            | Medalla                          | Prueba                           |
| 1970                             | Hradec Králové (Checoslovaquia)  | Medalla de plata                 | Equipo                           |